# Flottillenadmiral

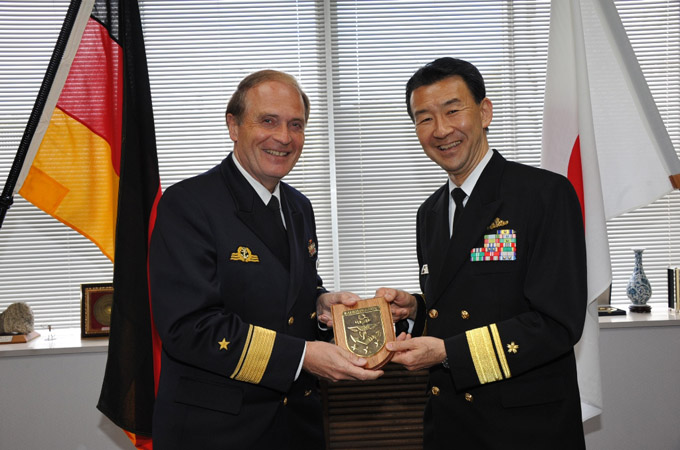
Flottillenadmiral der deutschen Marine (links) und ein japanischer Konteradmiral (rechts)

Der Flottillenadmiral ist ein militärischer Dienstgrad der Marine.

## Bundeswehr
Der Flottillenadmiral ist einer der Dienstgrade der Bundeswehr für Marineuniformträger. Gesetzliche Grundlage sind die Anordnung des Bundespräsidenten über die Dienstgradbezeichnungen und die Uniform der Soldaten und das Soldatengesetz.

### Anrede
In der Zentralrichtlinie A2-2630/0-0-3 „Militärische Formen und Feiern der Bundeswehr“ (ehemals ZDv 10/8) wird die Anrede aller Marineuniformträger (außer der entsprechenden Sanitätsoffiziere) aus der Dienstgradgruppe der Generale mit „Herr Admiral“ festgesetzt.

### Dienstgradabzeichen
Die Dienstgradabzeichen des Flottillenadmirals zeigen einen handbreiten, darüber einen schmalen Ärmelstreifen auf beiden Unterärmeln.

### Sonstiges
Die Dienstgradbezeichnung ranggleicher Luftwaffen- und Heeresuniformträger lautet Brigadegeneral. Hinsichtlich Befehlsbefugnis, Ernennung, Sold, den nach- und übergeordneten Dienstgraden, ähnlich auch den Dienststellungen sind Flottillenadmirale und Brigadegenerale gleichgestellt.
| Offizierdienstgrad |                                                                                     |                                                                        |
| Niedrigerer Dienstgrad |                                                                                     | Höherer Dienstgrad                                                     |
| Oberst Kapitän zur See Oberstarzt Oberstapotheker Oberstveterinär Flottenarzt Flottenapotheker                                  | Brigadegeneral Flottillenadmiral Generalarzt Generalapotheker n.v. Admiralarzt n.v. | Generalmajor Konteradmiral Generalstabsarzt n.v. Admiralstabsarzt n.v. |
| Dienstgradgruppe: Mannschaften – Unteroffiziere o.P. – Unteroffiziere m.P. – Leutnante – Hauptleute – Stabsoffiziere – Generale |                                                                                     |                                                                        |

## Weitere Streitkräfte
Auch in den Seestreitkräften von Belgien, Dänemark, Finnland, Litauen und Schweden gibt es vergleichbare, teils ähnlich lautende, Dienstgradbezeichnungen. Der Flottillenadmiral (NATO-Rangcode OF-6) ist mit dem Commodore der Royal Navy oder dem Rear Admiral (lower half) der US Navy sowie einer Reihe von Seestreitkräften anderer Länder vergleichbar. In der US-Marine entspricht der Rang des Rear Admiral (Lower Half) ebenfalls dem eines Brigadegenerals der United States Army bzw. der United States Air Force.
| Flottillenadmiral (NATO-Rangcode OF-6 in weiteren Marinestreitkräften) | Flottillenadmiral (NATO-Rangcode OF-6 in weiteren Marinestreitkräften) | Flottillenadmiral (NATO-Rangcode OF-6 in weiteren Marinestreitkräften) | Flottillenadmiral (NATO-Rangcode OF-6 in weiteren Marinestreitkräften) | Flottillenadmiral (NATO-Rangcode OF-6 in weiteren Marinestreitkräften) | Flottillenadmiral (NATO-Rangcode OF-6 in weiteren Marinestreitkräften) |
| Bezeich- nung                                                          | Belgien Amiral de flottille                                            | DänemarkFlotilleadmiral                                                | FinnlandLippueamiraali                                                 | LitauenFlotilės admirolas                                              | SchwedenFlottiljamiral                                                 |
| ---------------------------------------------------------------------- | ---------------------------------------------------------------------- | ---------------------------------------------------------------------- | ---------------------------------------------------------------------- | ---------------------------------------------------------------------- | ---------------------------------------------------------------------- |
| Schulter- stück                                                        |                                                                        |                                                                        |                                                                        |                                                                        |                                                                        |
| Ärmel- streifen                                                        |                                                                        |                                                                        |                                                                        |                                                                        |                                                                        |
| Kom- mando- flagge                                                     |                                                                        |                                                                        |                                                                        |                                                                        |                                                                        |

## Geschichte
Die Rangbezeichnung Flottillenadmiral hat es in den deutschen Streitkräften bis 1945 nicht gegeben. In der Volksmarine wurde diese Rangbezeichnung ebenfalls nicht verwendet.